# Повчий, Алексей
Алексей Повчий (укр. Олексій Повчій; 17 марта 1754 — 11 июля 1831) — епископ мукачевский с 22 марта 1816 года по 11 июля 1831 год.

## Биография
Родился 17 марта 1754 года. В 1789 году был рукоположён в священника. 22 марта 1816 года был избран епископом Мукачева. 28 июля 1817 года Святой Престол утвердил его избрание и 6 ноября 1817 года Алексей Повчий был рукоположён в епископа орадским епископом Самуилом Вулканом.
Алексей Повчий занимался благотворительной деятельностью. В 1826 году он начал строительство приютского дома, который был закончен епископом Василием Поповичем в 1840 году. Рукоположил в епископа Георгия Тараковича, который стал первым епископом Прешова.
Скончался 11 июля 1831 года.